# Geganta Boja
La Geganta Boja és un dels gegants que forma part del bestiari del Carnaval de Solsona, construït l'any 1979 pel mestre geganter Manel Casserras i Boix.
La geganta va ser el segon dels Gegants Bojos que Manel Casserras (1929-1996) va construir per al Carnaval de Solsona, després del Gegant Boig, com una imatge paròdica i burlesca dels gegants de la Festa Major. Posteriorment van venir El Mocós (1980) i la Geganteta (1982). Durant l'edició de l'any 2004 del Carnaval, va tenir lloc la celebració del 25è aniversari de la construcció del gegant. Seguint amb la tradició iniciada l'any abans amb el 25è aniversari del Gegant Boig, una part important de la festa rondava al voltant d'aquest element: la portada del programa d'aquesta edició estava dedicada a aquesta peça, i durant diversos actes realitzats durant la festa solsonina, el protagonista va ser aquest gegant.